# Jack Cathcart
John Wylie Cathcart, Jr., genannt Jack, (* 3. November 1912 in Bloomington; † 24. Dezember 1989 in Las Vegas) war ein US-amerikanischer Jazz-Trompeter, Pianist, Orchesterleiter und Arrangeur.

## Leben
Jack Cathcart stammte aus einer musikalischen Familie. Er war der älteste von vier Brüdern, die alle verschiedene Instrumente spielten. Der Orchesterleiter Joe Sanders entdeckte Cathcart an der Universität von Indiana, als er dort in einem Orchester spielte. Von da an arbeitete Cathcart als Trompeter und Arrangeur bei Sanders und seinem Orchester und arrangierte in den 30er Jahren Musik für verschiedene bekannte amerikanische Orchester wie zum Beispiel Kay Kyser, Alvino Ray und Dave Rose. In den späten Dreißiger Jahren trat er als Trompeter und Arrangeur mit Artie Shaw und seinem Orchester auf. 1940 war er mit der Artie Shaw Band an dem Film Second Chorus beteiligt. Am 19. März 1941 wurde er in die amerikanische Armee einberufen. Während des Zweiten Weltkriegs gehörte er einer Big Band in Camp Roberts an, deren musikalische Leitung er schließlich übernahm. Im Jahr 1941 heiratete er Mary Jane „Suzanne“ Gumm, eine Schwester von Judy Garland. Beide traten zusammen mit einer weiteren Schwester in den 1920er- und 1930er-Jahren als The Gumm Sisters (später The Garland Sisters) auf und wurden als Vaudeville act populär.
Seit Ende 1947 war Cathcart als Pianist und Arrangeur Mitglied der amerikanischen Nachfolgegruppe der Comedian Harmonists, die der in die Vereinigten Staaten emigrierte Erich Collin ins Leben gerufen hatte. Die Gruppe unternahm Tourneen durch mehrere europäische Länder, unter anderem Schweden, Norwegen, Dänemark, Frankreich, Belgien und Italien, und nahm im Februar 1949 in Basel drei Schallplatten auf. Kurz darauf löste sich die Gruppe wegen Differenzen zwischen Harry Frommermann und Collin auf der einen, und den amerikanischen Musikern auf der anderen Seite auf.
1950 rief Cathcart Jack Cathcart's Continentals ins Leben. Mitglieder des Ensembles waren Fred Bixler (der auch schon zu Collins Gruppe gehört hatte), Ben Thomas Cruz, Bob Carson, Jay Moffet und Ed Millard. Im Oktober 1950 berichtete das Billboard Magazine in einer kurzen Kritik über einen Auftritt der Gruppe in Chicago. Im Jahr 1951 traten die Continentals auf der California State Fair in Sacramento auf.
Seit 1952 arbeitete Cathcart als Arrangeur für seine Schwägerin Judy Garland. Beispielsweise war er musikalischer Leiter ihres Auftritts beim Ford Star Jubilee – The Judy Garland Special vom 24. September 1955 und wirkte an ihrem Film Ein neuer Stern am Himmel mit, ebenso wie an einer Folge der Fernsehserie Shower of Stars (Dezember 1955). Im September 1956 trat er mit Judy Garland im Palace Theatre am Broadway auf.
An ihrem erfolgreichen Album Miss Show Business war er als Dirigent beteiligt. Ab 1959 arbeitete Cathcart als Orchesterleiter im Hotel Riviera in Las Vegas.
Cathcart starb am 24. Dezember 1989 und wurde auf dem Palm Downtown Cemetery in Las Vegas begraben.

## Familie
Cathcart war der Bruder des Jazztrompeters Dick Cathcart. Ein weiterer Bruder, James Edward "Jimmy" Cathcart (1916–1970) spielte Geige und Gitarre bei Lawrence Welk, der zweitjüngste Bruder, Thomas Matthew Cathcart (1920–2010) war Drummer bei Alvino Rey. 1941 heiratete Cathcart Mary Jane Gumm († 1964), die Ehe wurde 1963 geschieden. Aus seiner zweiten Ehe mit Barbara Steinle gingen zwei Kinder hervor.

## Audio und Video
- Jack Cathcart and his Continentals: Sabre Dance auf Dailymotion
- PMC: Ford Star Jubilee – The Judy Garland Special (09/24/1955) (ab 0:03:09) auf YouTube, 16. Januar 2019, abgerufen am 7. Dezember 2020.
- Shower of Stars vom 15. Dezember 1955
- Buzz Stephens: Judy Garland Jack Cathcart Carolina In The Morning 1955 auf YouTube, 3. November 2016, abgerufen am 7. Dezember 2020.
- Stardust – ARTIE SHAW BIG BAND auf YouTube
- This Is Romance – Artie Shaw and his Orchestra, 1940 auf YouTube
- You and the Night and the Music, Comedian Harmonists, 1949 auf YouTube